# Luchtoverwicht

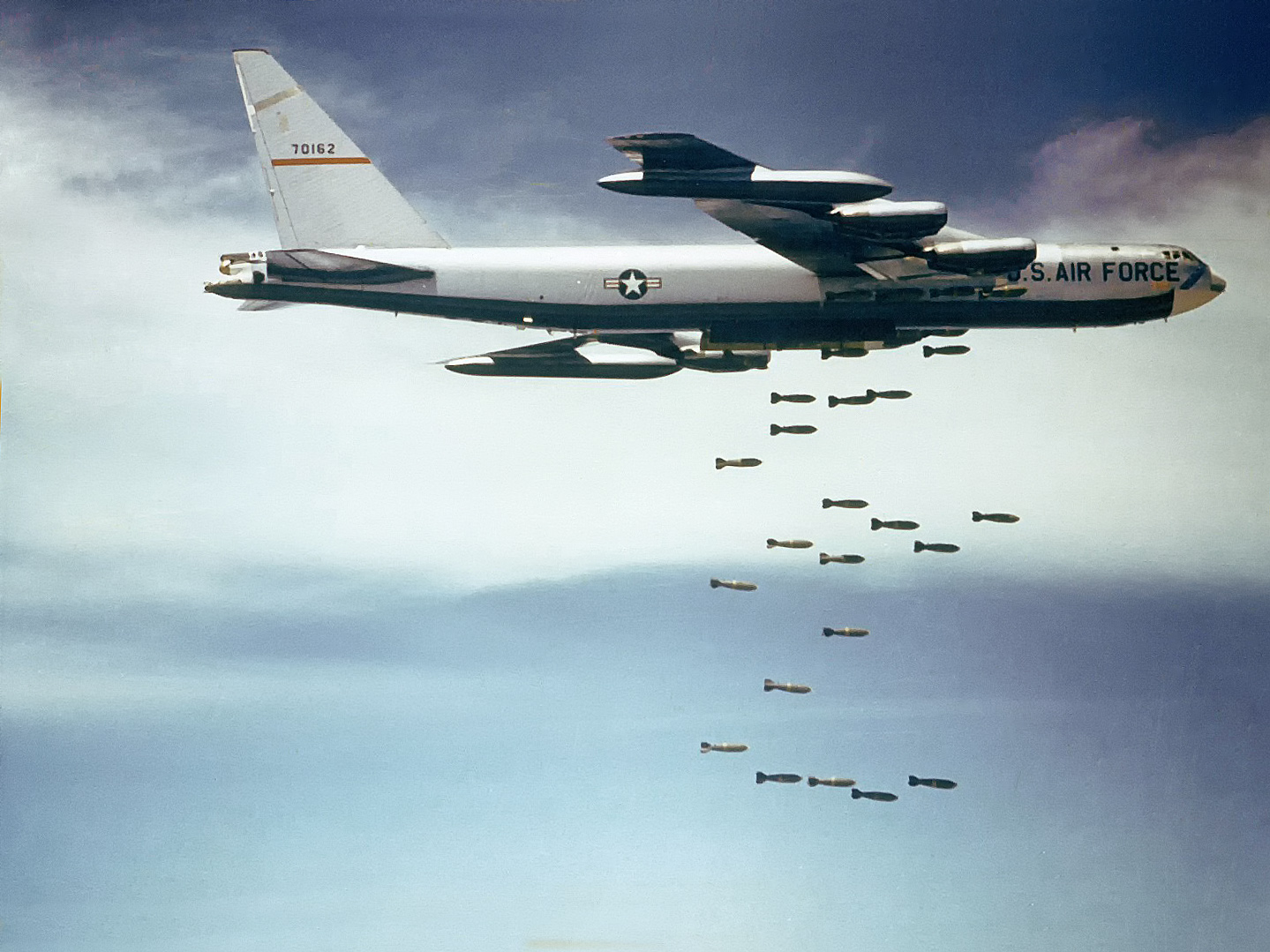
Bommenwerpers die gebruikmaken van luchtoverwicht.

Luchtoverwicht (Engels: air superiority) is de militaire dominantie in de lucht boven een bepaald gebied, die het mogelijk maakt land-, zee- en luchtoperaties uit te voeren zonder dat de vijand zich hiertegen kan verdedigen, of waartegen de vijand zich slechts in beperkte mate kan verdedigen.
Luchtoverwicht wordt beschouwd als essentieel voor het winnen van een oorlog. Sinds de Tweede Wereldoorlog werd ook geen gewapend conflict meer gewonnen zonder dat eerst het luchtoverwicht werd verkregen. Het bezit van het luchtoverwicht boven een bepaald gebied biedt alle mogelijkheden om andere soorten militaire operaties uit te voeren waarbij niet alleen jachtvliegtuigen betrokken zijn. Een goed voorbeeld hiervan zijn de uitgebreide bombardementen boven Duitsland door de geallieerden tijdens de laatste twee jaar van de Tweede Wereldoorlog. Ook voor het verlenen van luchtsteun is het plaatselijk luchtoverwicht wenselijk; er kunnen dan helikopters en andere middelen ingezet worden om de grondtroepen te ontlasten.
Het verkrijgen van plaatselijk luchtoverwicht was ook de achterliggende gedachte voor de ontwikkeling van vliegdekschepen. Deze vervullen eigenlijk de rol van een verplaatsbare vliegbasis waarmee wereldwijd allerlei soorten luchtoperaties uitgevoerd kunnen worden.